# Sailor et Lula
Pour plus de détails, voir Fiche technique et Distribution.
Sailor et Lula (Wild at Heart) est un film américain réalisé par David Lynch et sorti en 1990. Il reçoit cette même année la Palme d'or au Festival de Cannes. Bien qu'ayant rencontré un succès commercial et critique modeste, il est depuis considéré comme un classique du cinéma, et reste l'un des films les plus célèbres du réalisateur.
Le film met en scène Sailor (Nicolas Cage) et Lula (Laura Dern) qui s'aiment d'un amour fou, total, absolu. Mais ils doivent échapper à la mère psychopathe de la jeune femme, Marietta (Diane Ladd), qui s'oppose à cette liaison. Au cours de leur cavale pour échapper à Marietta et à son amant, l'inquiétant gangster Santos (J. E. Freeman), ils croiseront de nombreux personnages étranges, voire inquiétants, parmi lesquels le déjanté Bobby Peru (Willem Dafoe) et sa maîtresse Perdita Durango (Isabella Rossellini). Par un enchaînement d'effets meurtriers, sensuels et terrifiants s'ouvrent les portes d'un univers noir et hypnotique porteur d'effroyables secrets.

## Synopsis
A Cap Fear, les amants Lula (Laura Dern) et Sailor (Nicolas Cage) sont séparés après que Sailor a été emprisonné pour avoir tué un homme qui l'a attaqué avec un couteau. L'agresseur, Bobby Ray Lemon (Gregg Dandridge), a été embauché par la mère de Lula, Marietta Fortune (Diane Ladd). À la libération de Sailor 2 ans plus tard, Lula vient le chercher à l'extérieur de la prison, où elle lui tend sa veste en peau de serpent. Ils se rendent dans un hôtel où elle a réservé une chambre, font l'amour et vont voir le groupe de speed metal Powermad. Au club, Sailor se bat avec un homme qui flirte avec Lula, puis dirige le groupe dans une interprétation de la chanson Love Me d'Elvis Presley. Plus tard, de retour dans leur chambre d'hôtel, après avoir refait l'amour, Sailor et Lula décident finalement de s'enfuir en Californie, brisant la libération conditionnelle de Sailor. Marietta demande au détective privé Johnnie Farragut (Harry Dean Stanton) — son petit ami occasionnel — de les retrouver et de les ramener. Mais à l'insu de Farragut, Marietta engage également le gangster Marcello Santos (J. E. Freeman) pour les suivre et tuer Sailor. Les sbires de Santos capturent et tuent Farragut, plongeant Marietta dans une psychose alimentée par la culpabilité.
Ignorant tous les événements qui se déroulent en Caroline du Nord, Lula et Sailor poursuivent leur route jusqu'à ce qu'ils assistent, selon Lula, à un mauvais présage : les conséquences d'un accident impliquant deux voitures, et la seule survivante, une jeune femme, mourant sous leurs yeux. Avec peu d'argent, Sailor se rend à Big Tuna, une ville fictive du Texas, où il contacte la « vieille amie » Perdita Durango (Isabella Rossellini), qui pourrait peut-être les aider, bien qu'elle sache secrètement que la mère de Lula a passé un contrat pour tuer Sailor. Alors que Sailor rejoint le gangster Bobby Peru (Willem Dafoe) dans un vol de magasin d'alimentation, Lula l'attend dans la chambre d'hôtel, essayant de cacher qu'elle est enceinte de l'enfant de Sailor. Pendant l’absence de Sailor, Bobby entre dans la pièce et menace d'agresser sexuellement Lula, avant de partir en déclarant qu'il n'a pas le temps. Cela traumatise Lula, qui a été violée dans son enfance.
Le vol tourne mal lorsque Bobby tire inutilement sur les deux commis. Bobby admet alors à Sailor qu'il a été engagé pour le tuer, et Sailor se rend compte qu'il a reçu un pistolet avec des munitions factices. Chassant Sailor hors du magasin, Bobby est sur le point de le tuer lorsque l'adjoint du shérif lui tire dessus et Bobby se tue avec son propre fusil de chasse en tombant. Sailor est arrêté et condamné à six ans de prison.
Pendant que Sailor est en prison, Lula a mis au monde leur enfant. À sa libération 6 ans plus tard, Lula décide de le retrouver. Rejetant les objections de sa mère au téléphone, elle jette de l'eau sur la photo de sa mère et va chercher Sailor avec leur fils. Quand ils rencontrent Sailor, il révèle qu'il les quittera tous les deux, ayant décidé en prison qu'il n'était pas assez bien pour eux. Alors qu'il marche à une courte distance, Sailor rencontre un gang qui l'entoure. Il les insulte et ils l'assomment. Alors qu'il est inconscient, il a une vision  de Glinda la bonne sorcière, qui lui dit : "Ne te détourne pas de l'amour, Sailor". Quand il se réveille, Sailor s'excuse auprès des hommes du gang, leur dit qu'il se rend compte de son comportement, puis court après Lula. La photographie de Marietta, dans la maison de Lula, grésille et disparaît. Comme il y a un embouteillage sur la route, Sailor commence à courir sur les toits et les capots des voitures pour rejoindre Lula et leur enfant dans la voiture. Sailor chante Love Me Tender à Lula, ayant dit plus tôt qu'il ne chanterait cette chanson qu'à sa femme.

## Fiche technique
- Titre français : Sailor et Lula
- Titre original : Wild at Heart (littéralement : Cœurs sauvages)
- Réalisation : David Lynch
- Scénario : David Lynch, d'après l'œuvre de Barry Gifford
- Musique : Angelo Badalamenti
- Photographie : Frederick Elmes
- Montage : Duwayne Dunham
- Producteurs : Steve Golin, Monty Montgomery (en) et Sigurjón Sighvatsson
- Société de production : Propaganda Films
- Société de distribution : The Samuel Goldwyn Company
- Pays de production :  États-Unis
- Langue originale : anglais
- Budget : 9,5 millions de dollars[1]
- Format : Couleur — 35 mm — 2,35:1 — Son : Dolby SR
- Genre : comédie dramatique, Film policier, Thriller, Film d'amour
- Durée : 124 minutes
- Dates de sortie :
  - France : 19 mai 1990 (première au festival de Cannes)
  - États-Unis : 17 août 1990
  - France : 24 septembre 1990
- Film interdit aux moins de 12 ans lors de sa sortie en salles en France

## Distribution
- Nicolas Cage (VF : Yves Beneyton) : Sailor Ripley
- Laura Dern (VF : Rafaèle Moutier) : Lula Pace Fortune
- Diane Ladd (VF : Annie Bertin) : Marietta Pace Fortune
- Willem Dafoe (VF : Lionel Henry) : Bobby Peru
- Isabella Rossellini (VF : Évelyn Séléna) : Perdita Durango
- Harry Dean Stanton (VF : Gilles Segal) : Johnnie Farragut
- J. E. Freeman (VF : Jean O'Cottrell) : Marcello Santos
- Grace Zabriskie : Juana « la folle » Durango
- William Morgan Sheppard (VF : Edmond Bernard) : M. Reindeer
- Calvin Lockhart : Reggie
- David Patrick Kelly (VF : Michel Mella) : Dropshadow
- John Lurie : Sparky
- Pruitt Taylor Vince (VF : Michel Vigné) : Buddy
- Jack Nance : 00 Spool
- Freddie Jones : George Kovich
- Gregg Dandridge (VF : Greg Germain) : Bob Ray Lemon
- Marvin Kaplan : oncle Pooch
- Crispin Glover (VF : Jean-Pierre Leroux) : cousin Dell
- Sheryl Lee : la bonne fée
- Sherilyn Fenn (VF : Virginie Ogouz) : la fille de l'accident
- Neil Summers (VF : Joël Martineau) : le flic qui discute avec Perdita devant la banque de Big Tuna
- Charlie Spradling : Irma
- Glenn Walker Harris Jr. : Pace, le fils de Sailor et Lula

## Production
Lieux de tournage
 Sauf indication contraire, les informations mentionnées dans cette section peuvent être confirmées par la base de données cinématographiques IMDb,  présente dans la section « Liens externes ».
Le film a été tourné :
- Au Texas : 
  - El Paso
- En Louisiane :
  - La Nouvelle-Orléans
- En Californie :
  - Colton
  - Los Angeles
  - Palmdale
  - Pasadena

## Bande originale
Sauf indication contraire, les informations mentionnées dans cette section peuvent être confirmées par le générique de fin de l'œuvre audiovisuelle présentée ici, ainsi que par la base de données cinématographiques IMDb,  présente dans la section « Liens externes ».
- Slaughter House de Powermad (en)
- In the Mood de Glenn Miller de 1939
- Love Me de Jerry Leiber et Mike Stoller
- First Movement de Duke Ellington et Ray Brown
- Chrysanthemum de Shony Alex Braun
- Streamline de John Ewing and the Allstars
- Smoke Rings de Glen Gray and the Casa Loma
- Up In Flames de Koko Taylor
- Buried Alive de Billy Swan
- Avant du mourir de Shony Alex Braun (en)
- Far Away Chant de African Head Charge (en)
- Love Me Tender de Elvis Presley et Ken Darby
- Im Abendrot de Vier letzte Lieder de Richard Strauss
- Baby, Please Don't Go de Them
- Boomada de Les Baxter
- Be-Bop-A-Lula de Gene Vincent and the Blue Caps
- Kosmogonia de Krzysztof Penderecki
- Wicked Game de Chris Isaak
- Blue Spanish Sky de Chris Isaak
- In The Heat Of The Jungle de Chris Isaak
- Wrinkles de The Big Three Trio (de)

## Accueil

### Accueil critique
Sur l'agrégateur américain Rotten Tomatoes, le film récolte 65 % d'opinions favorables pour 48 critiques. Sur Metacritic, il obtient une note moyenne de 52⁄100 pour 18 critiques.
En France, le site Allociné propose une note moyenne de 4⁄5 à partir de l'interprétation de critiques provenant de 1 titre de presse.

### Box-office
Sorti aux États-Unis quelques mois après son sacre au festival de Cannes 1990, Sailor et Lula fait un démarrage médiocre pour son premier week-end en salles, puisqu'il se classe à la dixième place du box-office avec 2 913 764 $ engrangés pour une combinaison moyenne de 532 salles à diffuser le film, soit une moyenne de 5 477 $ par salle, le film étant sorti dans un nombre de salles limité. Le week-end suivant, il fait une baisse de 42,3 % avec seulement 1 681 128 $ de recettes pour un cumul de 6 154 828 $, avec une treizième place et une perte de seize salles, pour une moyenne de 3 258 $.
Toutefois dans son troisième week-end en salles précédant le jour férié de la Fête du Travail, bien que chutant à la quatorzième place du box-office américain et pour une moyenne de 3 007 $ par salle, Sailor et Lula parvient à obtenir une évolution positive de 10,5 %, ainsi que 102 salles supplémentaires à le diffuser, par rapport au week-end précédent avec 1 858 379 $, soit un cumul de 8 824 818 $, le film étant depuis proposé sur l'ensemble du territoire américain. Il finit avec 14 560 247 $, ce qui ne constitue pas un énorme succès commercial, bien qu'étant bénéficiaire, puisque le budget de tournage était de 9,5 millions de dollars.
En France, Sailor et Lula rencontre un certain succès auprès du public, puisque le film réussit à totaliser 935 716 entrées sur l'ensemble du territoire, dont 330 517 entrées à Paris.

## Distinctions

### Récompenses
- 1990 : Palme d'or au festival de Cannes

### Nominations
- 1991 : Grand prix de l'Union de la critique de cinéma
- 1991 : Oscar de la meilleure actrice dans un second rôle pour Diane Ladd
- 1991 : Golden Globe de la meilleure actrice dans un second rôle pour Diane Ladd